# Бик у хералдици
Бик у хералдици представља симбол снаге и борбе. Појављује се у разним положајима на грбу: у нападу, у ходу, миран или само његова глава. Може бити оружан златно или црвено.

## Примери
- Бик миран
- Бик у ходу (bull passant)
- Бик у нападу (bull rampant)
- Бикова глава